# Sablet
Pour les articles homonymes, voir Sablet (homonymie).
Sablet est une commune française située dans le département de Vaucluse, en région Provence-Alpes-Côte d'Azur.

## Géographie
| - OpenStreetMap Limite communale |

La commune est située à l'ouest des Dentelles de Montmirail.

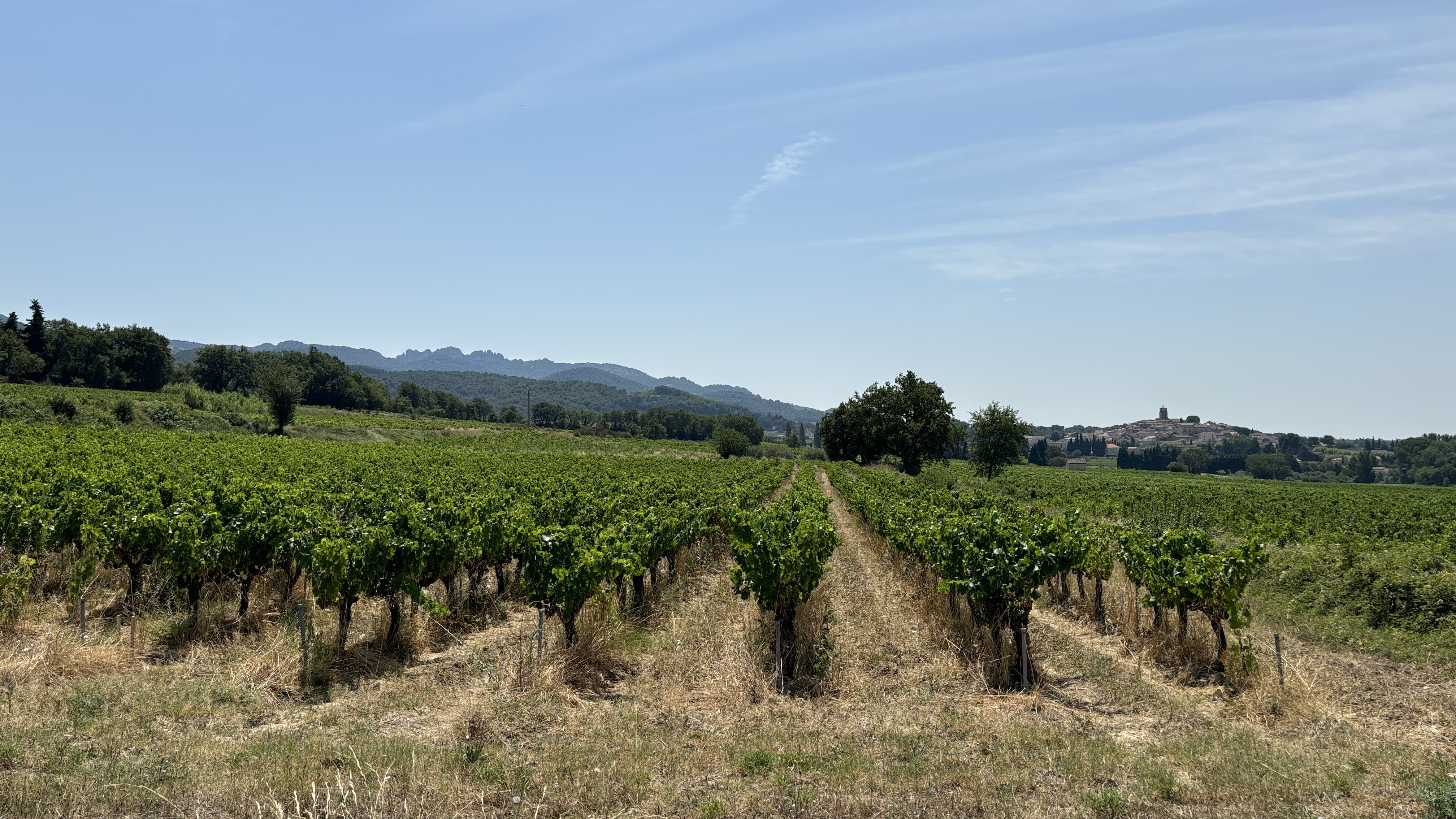
Sablet et les Dentelles de Montmirail.

| Rasteau |        | Séguret  |
|         | Sablet |          |
| Violès  |        | Gigondas |

### Accès et transports
Les routes départementales 23 et 7 passent par le bourg alors que les 977 et 69 ne font que traverser la commune.
L'autoroute la plus proche est l'autoroute A7 et les gares TGV celles d'Orange (18 km) et d'Avignon (45 km).

### Relief
On trouve à l'ouest du bourg les plaines de l'Ouvèze et de la vallée du Rhône, et à l'est les Dentelles de Montmirail et le « Cheval Long » (sommet à 428 mètres), qui est orienté sur un axe nord-sud.

### Géologie
La partie communale située hors des Dentelles est essentiellement composée d'un substrat détritique constituant le piémont du massif et d'alluvions quaternaires (limon et galets roulés) charriées par l'Ouvèze.

### Sismicité
Les cantons de Bonnieux, Apt, Cadenet, Cavaillon, et Pertuis sont classés en zone Ib (risque faible). Tous les autres cantons du département de Vaucluse, dont celui de Carpentras auquel appartient la commune, sont classés en zone Ia (risque très faible). Ce zonage correspond à une sismicité ne se traduisant qu'exceptionnellement par la destruction de bâtiments.

### Hydrographie
L'Ouvèze passe à l'ouest de la commune et le Trignon, un affluent gauche de l'Ouvèze, au sud, traçant la limite avec Gigondas.

### Climat
Pour des articles plus généraux, voir Climat de Provence-Alpes-Côte d'Azur et Climat de Vaucluse.
En 2010, le climat de la commune est de type climat méditerranéen franc, selon une étude du Centre national de la recherche scientifique s'appuyant sur une série de données couvrant la période 1971-2000. En 2020, Météo-France publie une typologie des climats de la France métropolitaine dans laquelle la commune est exposée à un climat méditerranéen et est dans la région climatique  Provence, Languedoc-Roussillon, caractérisée par une pluviométrie faible en été, un très bon ensoleillement (2 600 h/an), un été chaud (21,5 °C), un air très sec en été, sec en toutes saisons, des vents forts (fréquence de 40 à 50 % de vents > 5 m/s) et peu de brouillards. 
Pour la période 1971-2000, la température annuelle moyenne est de 13,9 °C, avec une amplitude thermique annuelle de 17,6 °C. Le cumul annuel moyen de précipitations est de 768 mm, avec 5,9 jours de précipitations en janvier et 3,1 jours en juillet. Pour la période 1991-2020, la température moyenne annuelle observée sur la station météorologique de Météo-France la plus proche, « Beaumont-Mt Serein », sur la commune de Beaumont-du-Ventoux à 13 km à vol d'oiseau, est de 7,0 °C et le cumul annuel moyen de précipitations est de 1 317,0 mm. 
La température maximale relevée sur cette station est de 33,4 °C, atteinte le 28 juin 2019 ; la température minimale est de −18 °C, atteinte le 5 février 2012,,. 
Les paramètres climatiques de la commune ont été estimés pour le milieu du siècle (2041-2070) selon différents scénarios d'émission de gaz à effet de serre à partir des nouvelles projections climatiques de référence DRIAS-2020. Ils sont consultables sur un site dédié publié par Météo-France en novembre 2022.

## Urbanisme

### Typologie
Au 1er janvier 2024, Sablet est catégorisée bourg rural, selon la nouvelle grille communale de densité à sept niveaux définie par l'Insee en 2022.
Elle est située hors unité urbaine et hors attraction des villes,.

### Occupation des sols
L'occupation des sols de la commune, telle qu'elle ressort de la base de données européenne d’occupation biophysique des sols Corine Land Cover (CLC), est marquée par l'importance des territoires agricoles (77,9 % en 2018), une proportion identique à celle de 1990 (77,9 %). La répartition détaillée en 2018 est la suivante : cultures permanentes (68,9 %), forêts (14,6 %), zones agricoles hétérogènes (9 %), espaces ouverts, sans ou avec peu de végétation (4,4 %), zones urbanisées (3 %). L'évolution de l'occupation des sols de la commune et de ses infrastructures peut être observée sur les différentes représentations cartographiques du territoire : la carte de Cassini (XVIIIe siècle), la carte d'état-major (1820-1866) et les cartes ou photos aériennes de l'IGN pour la période actuelle (1950 à aujourd'hui).

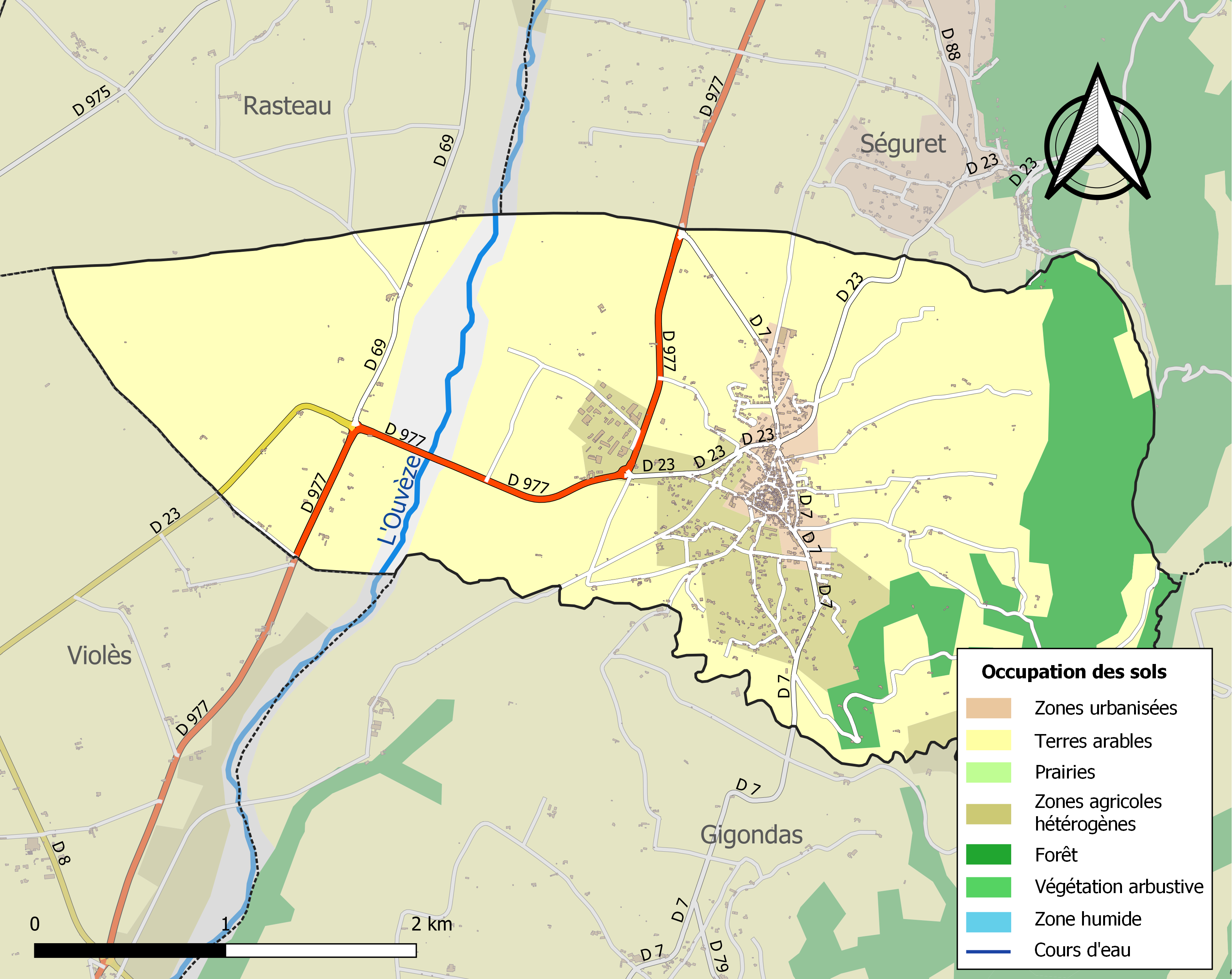
Carte des infrastructures et de l'occupation des sols de la commune en 2018 (CLC).

## Histoire

### Préhistoire et Antiquité
La colonisation romaine a laissé quelques traces des cultes pratiqués dans la vallée de l'Ouvèze, avec un autel à Mars Albiorix, un autre où figurent les Destinées et quelques-uns anépigraphiques. Le site du Gros-Pata a permis d'exhumer quelques lampes votives.

### Moyen Âge
La bulle pontificale d'Honorius III est le plus ancien texte mentionnant la commune. Elle fut publiée en 1219, en faveur d'Esmengarde de Mévouillon, dame de Sablet, et épouse de Guillaume 1er, prince d'Orange, qui venait d'être tué par les Avigonnais, partisans du comte de Toulouse, marquis de Provence.
Sablet, comme tout le Comtat Venaissin, devint terre pontificale en 1274. Le 5 février, ses chefs de famille rendirent hommage au recteur Guillaume de Villaret qui les avaient réunis à Saint-André-de-Ramières.

### Renaissance
Les remparts, d'origine médiévale, furent restaurés en 1637 et leurs coursières couvertes afin de mieux protéger les gardes.

### Période moderne
La commune fut épargnée par le peste de 1720. En action de grâce, les habitants élevèrent une chapelle à saint Roch. Le 12 août 1793 fut créé le département de Vaucluse, constitué des districts d'Avignon et de Carpentras, mais aussi de ceux d'Apt et d'Orange, qui appartenaient aux Bouches-du-Rhône, ainsi que du canton de Sault, qui appartenait aux Basses-Alpes.
De 1907 à 1952, la ville possède une gare sur la Ligne d'Orange à Buis-les-Baronnies.

### Période contemporaine
Le terroir de l'AOC villages Sablet a été classé en côtes-du-rhône villages en 1974. Il est constitué de collines de saffre, sable jaune à grésification irrégulière d'âge helvien. C'est lui qui a donné son nom à Sablet.
La coopérative vinicole Le Gravillas a été construite en 1935.
Le village est devenu célèbre dans le monde de la littérature contemporaine grâce à la journée du livre de Sablet, qui se déroule le dernier week-end de juillet depuis 1988. Elle est organisée par les compagnons des Barrys et rassemble plus d'une centaine d'écrivains venus de toute la France pour présenter leurs derniers ouvrages sur la place du village. Sablet aujourd'hui fait partie des salons qui comptent dans le milieu littéraire. À peu près toutes les plumes de renom sont venues le samedi et le dimanche goûter la chaleur de la place et se sont vu offrir une bouteille spéciale Cuvée du Livre, élaborée par les producteurs du vin sablet.

### Héraldique
| Sablet | Les armes peuvent se blasonner ainsi : D'azur à la tour perronnée de trois marches d'argent, ouverte, ajourée et maçonnée de sable, au chef aussi d'argent chargé de l'inscription SABLET en lettres capitales aussi de sable. Devise : fidelis et tutus (fidèle et sûr) |

## Politique et administration
| Période                                  | Période  | Identité             | Étiquette | Qualité                                                                |
| ---------------------------------------- | -------- | -------------------- | --------- | ---------------------------------------------------------------------- |
| Les données manquantes sont à compléter. |          |                      |           |                                                                        |
| mars 2001                                | 2014     | Claude Raynaud       |           |                                                                        |
| mars 2014                                | En cours | Jean-Pierre Larguier | DVG       | Cadre supérieur Président de la Communauté de Communes (jusqu'en 2020) |

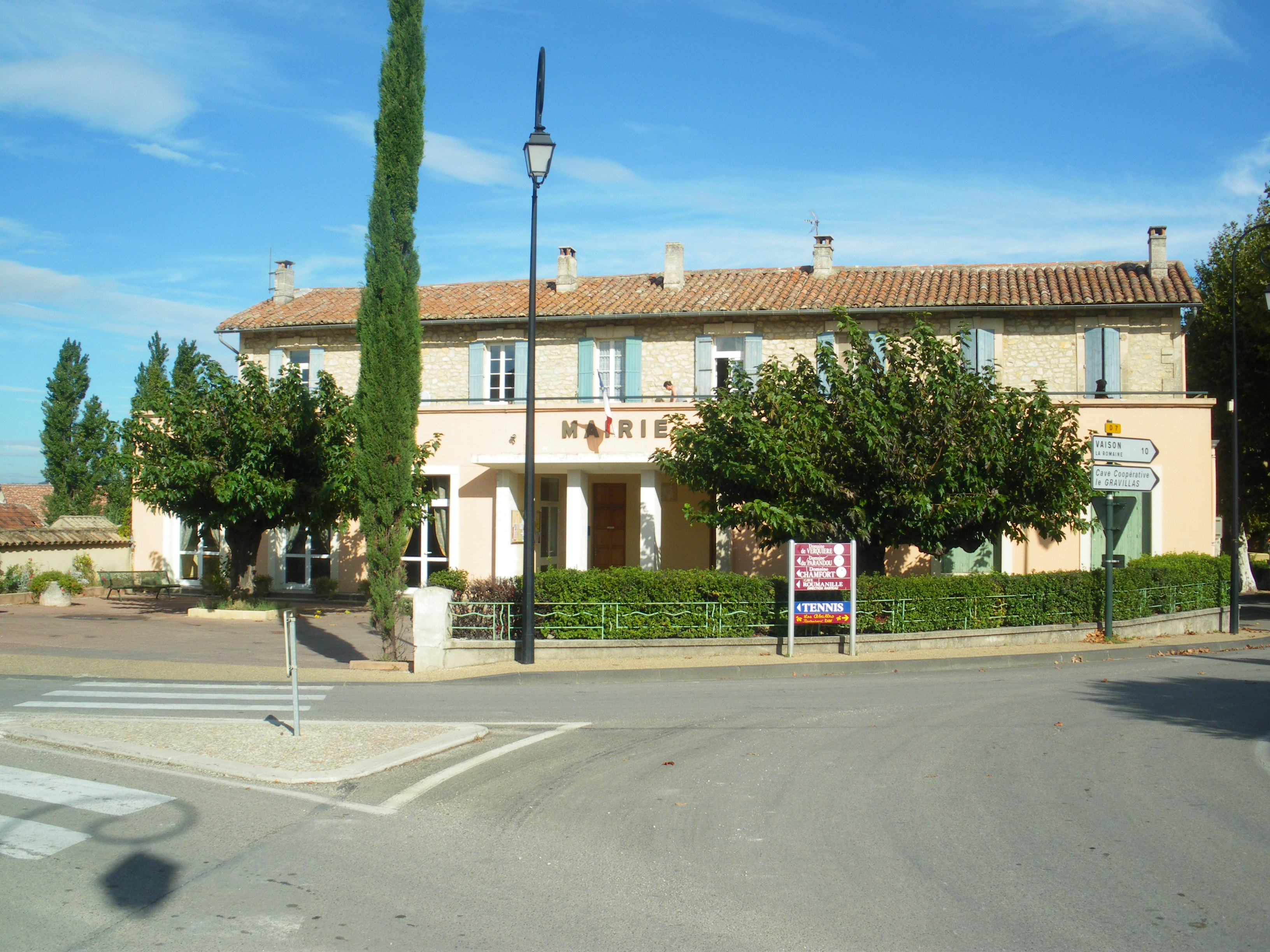
Mairie de Sablet.

La commune de Sablet, qui était du comtat Venaissin dans les États pontificaux en 1789, est passée dans le département de la Drôme en 1792, puis dans celui de Vaucluse en 1793, dans le district de Carpentras comme chef-lieu de canton, enfin en 1801 dans l'arrondissement d'Orange et le canton de Beaumes, devenu Beaumes-de-Venise en 1954.

### Intercommunalité
La commune fait partie de la communauté de communes Vaison Ventoux, qui fait elle-même partie du syndicat mixte d'aménagement de l'Aygues et du syndicat mixte d'aménagement du bassin de l'Ouvèze (SIABO).

## Démographie
L'évolution du nombre d'habitants est connue à travers les recensements de la population effectués dans la commune depuis 1793. Pour les communes de moins de 10 000 habitants, une enquête de recensement portant sur toute la population est réalisée tous les cinq ans, les populations de référence des années intermédiaires étant quant à elles estimées par interpolation ou extrapolation. Pour la commune, le premier recensement exhaustif entrant dans le cadre du nouveau dispositif a été réalisé en 2005.

En 2022, la commune comptait 1 433 habitants, en évolution de +13,37 % par rapport à 2016 (Vaucluse : +1,73 %, France hors Mayotte : +2,11 %).
| 1793  | 1800 | 1806 | 1821  | 1831  | 1836  | 1841  | 1846  | 1851  |
| ----- | ---- | ---- | ----- | ----- | ----- | ----- | ----- | ----- |
| 1 010 | 895  | 886  | 1 153 | 1 197 | 1 264 | 1 311 | 1 327 | 1 369 |

| 1856  | 1861  | 1866  | 1872  | 1876  | 1881  | 1886  | 1891  | 1896 |
| ----- | ----- | ----- | ----- | ----- | ----- | ----- | ----- | ---- |
| 1 333 | 1 326 | 1 363 | 1 258 | 1 162 | 1 117 | 1 028 | 1 007 | 968  |

| 1901  | 1906 | 1911 | 1921 | 1926 | 1931 | 1936 | 1946 | 1954 |
| ----- | ---- | ---- | ---- | ---- | ---- | ---- | ---- | ---- |
| 1 075 | 989  | 975  | 897  | 865  | 928  | 883  | 862  | 886  |

| 1962  | 1968  | 1975 | 1982  | 1990  | 1999  | 2005  | 2006  | 2010  |
| ----- | ----- | ---- | ----- | ----- | ----- | ----- | ----- | ----- |
| 1 007 | 1 039 | 982  | 1 014 | 1 168 | 1 282 | 1 249 | 1 267 | 1 219 |

| 2015  | 2020  | 2022  | - | - | - | - | - | - |
| ----- | ----- | ----- | - | - | - | - | - | - |
| 1 249 | 1 381 | 1 433 | - | - | - | - | - | - |

## Économie

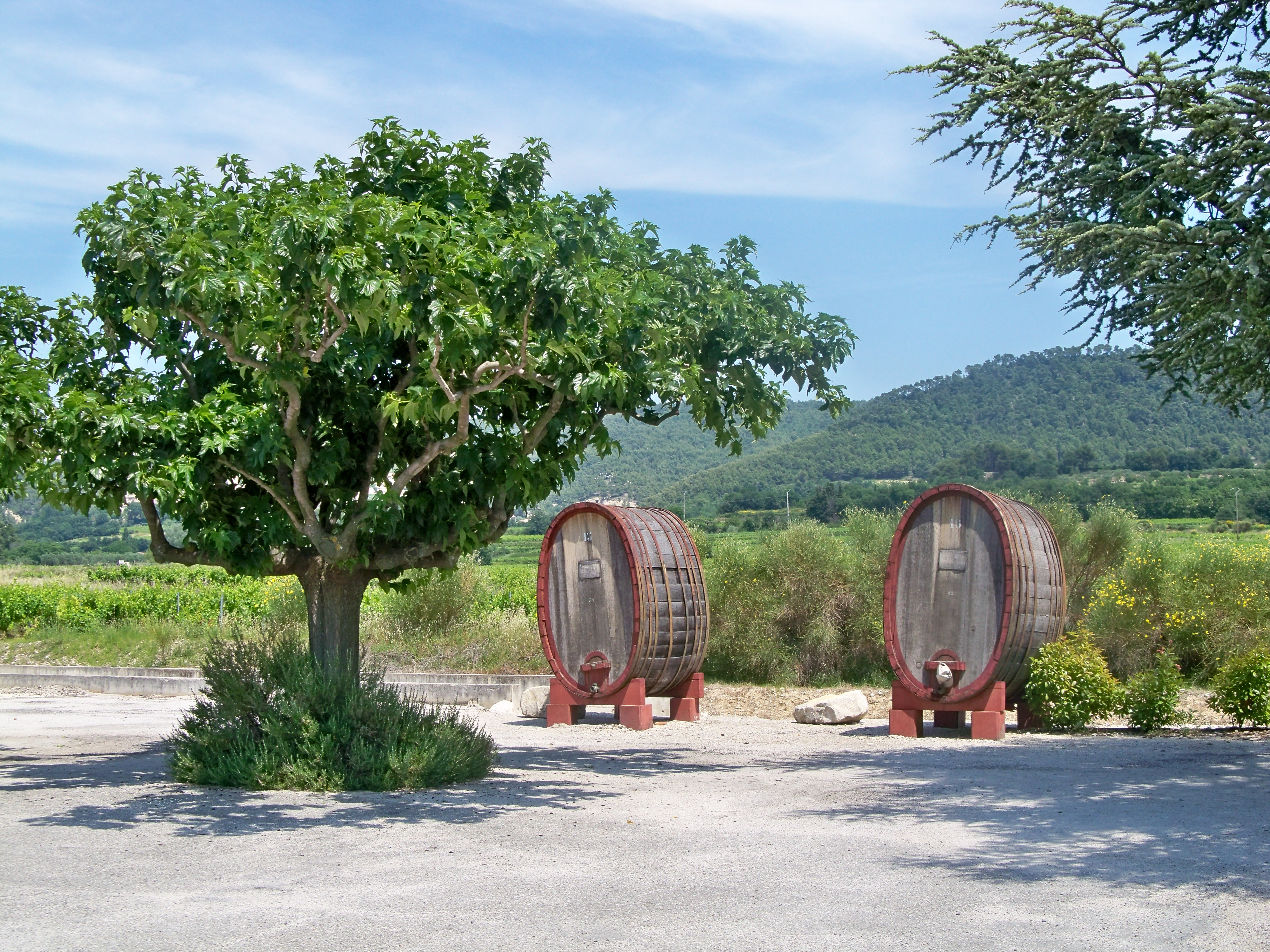
Vieux foudres en bordure du vignoble de Sablet.

### Tourisme
Le tourisme, tout comme la viticulture et plus largement l'agriculture, joue un rôle important dans l'activité économique de la commune.

### Agriculture
Sablet est l'une des seize communes à avoir le droit d'accoler son nom à l'AOC côtes-du-rhône-villages. Les vins qui ne sont pas en appellation d'origine contrôlée peuvent revendiquer, après agrément, le label vin de pays de la Principauté d'Orange.
La commune possède un syndicat d'initiative.

## Vie locale

### Enseignement
Les habitants de la commune disposent d'une école : l'école du stade. Les collèges et lycées (classique ou d'enseignement professionnel) se trouvent à Vaison-la-Romaine, Carpentras et Orange.

### Sports
Le cadre des dentelles de Montmirail, situées sur le territoire de Gigondas, est propice aux randonnées pédestres, au cyclotourisme et au VTT, ainsi qu'à la pratique de l'escalade.

### Santé
On trouve sur la commune une pharmacie, deux médecins associés, une clinique dentaire avec deux chirurgiens-dentistes, dont un spécialiste des implants, deux kinétherapeutes, cabinet infirmiers. Les spécialistes, hôpitaux et cliniques se trouvent sur Vaison-la-Romaine, Carpentras et Orange.

### Écologie et recyclage
La collecte et traitement des déchets des ménages et déchets assimilés et la protection et mise en valeur de l'environnement se font dans le cadre de la communauté de communes Vaison Ventoux.
La commune est incluse dans la zone de protection Natura 2000 « l'Ouvèze et le Toulourenc », sous l'égide du ministère de l'Écologie, de la DREAL Provence-Alpes-Côte d'Azur, et du MNHN (service du patrimoine naturel).

## Lieux et monuments
- Reste des remparts du XVIe siècle
- Église romane Saint-Nazaire

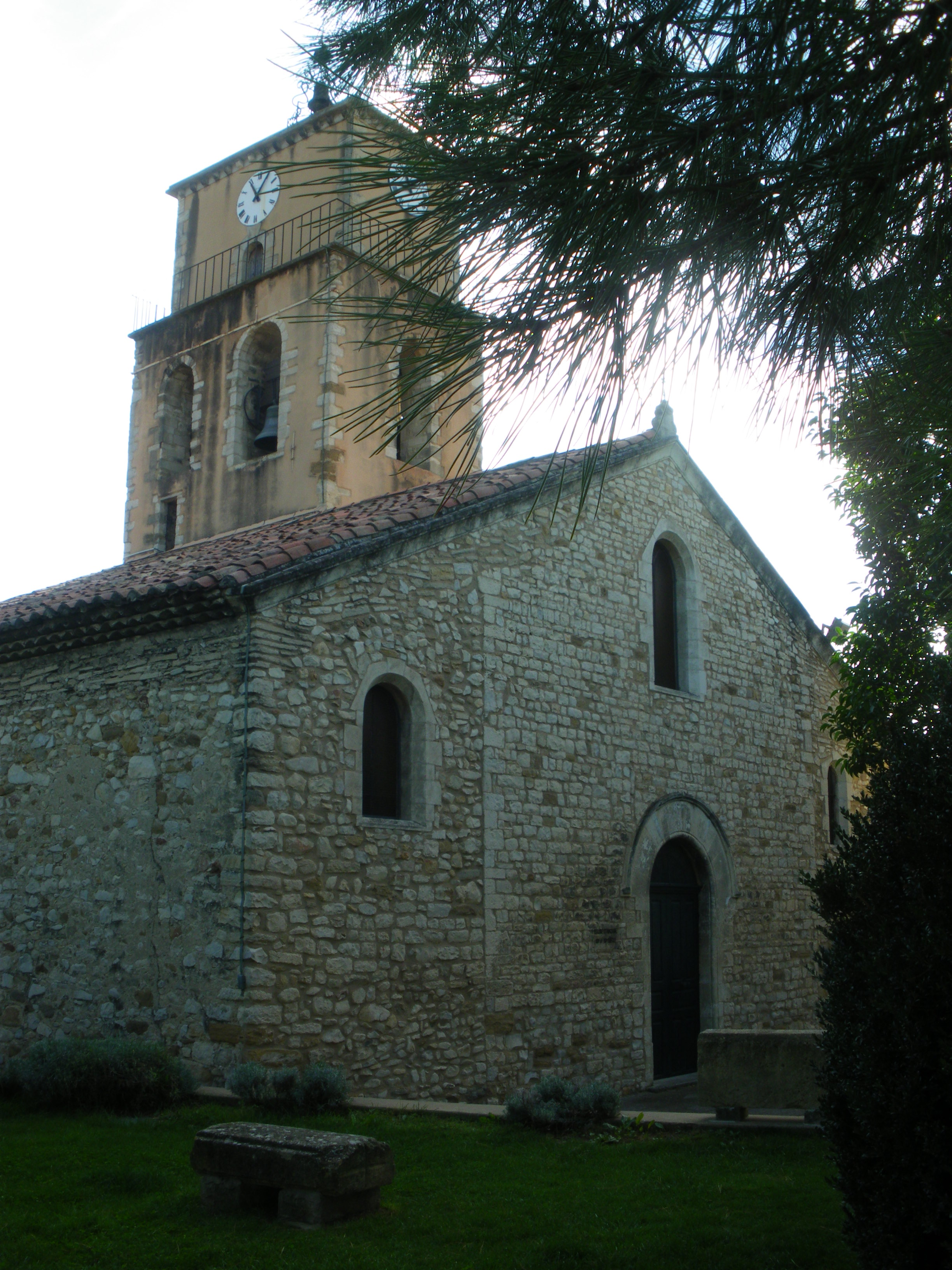
Église Saint-Nazaire.

- Les abbayes de Prébayon et le Pont du Diable.

## Personnalités liées à la commune
- Jean Raspail, écrivain, avait installé le consulat du royaume d'Araucanie et de Patagonie dans une des tours du rempart du village.
- Jean Ripert, créateur de l'association du village « les Compagnons des Barrys » et président de la Journée du Livre de Sablet.
- Théophile Bourbousson (1811-1864), ancien député de Vaucluse et médecin aux thermes de Montmirail.